# Brasões dos papas

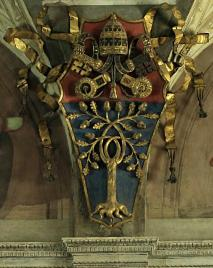
O Brasão do Papa Júlio II na Capela Sistina, com os símbolos da família dos Della Rovere em seu escudo.

Os Brasões dos Papas são uma insígnia e um símbolo oficial do pontificado de cada Papa, que tem seu próprio brasão pessoal. O primeiro Papa cujo brasão é confirmadamente conhecido é Inocêncio III (1198–1216). Os brasões papais aparecem de fato em obras de arquitetura, publicações, decretos e documentos de vários tipos.
Com frequência os Papas adotavam o brasão da própria família caso existisse, ou compunham um brasão com simbolismos que indicavam um próprio ideal de vida, ou uma referência a fatos passados, ou a elementos relacionados com seu objetivo como Sumo Pontífice. Por vezes acrescentavam algumas variantes ao brasão que tinham adotado como Bispos.
Todos os brasões pontifícios continham a imagem da tiara papal, sendo representada como branca e com duas faixas vermelhas atrás, chamadas ínfulas. Porém Bento XVI mudou a simbologia de seu brasão, personalizado-o e utilizando a mitra e o pálio em vez da tiara (ver Brasão de Bento XVI). Os brasões papais também são tradicionalmente caracterizados por possuírem as chaves do céu. Trata-se de uma referência a um evento narrado em Mateus 18 no qual as famosas palavras seguintes foram ditas:
| “ | «Também eu te digo que tu és Pedro, e sobre esta pedra edificarei a minha igreja; e as portas do Inferno não prevalecerão contra ela. Dar-te-ei as chaves do reino dos céus: o que ligares sobre a terra, será ligado nos céus; e o que desligares sobre a terra, será desligado nos céus.» (Mateus 18:19) | ” |

A chave de ouro significa que o poder provindo do céu e a chave de prata que esse poder se estende a todos os fiéis na terra, o entrelaçamento entre elas indica a ligação entre os dois aspectos do poder, e o arranjo com as alças das chaves nas bases simboliza que o poder está nas mãos do papa.
Assim, em heráldica eclesiástica, as chaves simbolizam a autoridade espiritual do Papa como o Vigário de Cristo na Terra. O brasão papal muitas vezes é representado com anjos ao redor.

## História
Na Idade Média, os brasões tornaram-se de uso comum para a nobreza, e também foi-se desenvolvendo uma heráldica civil. Paralelamente, também para o clero se formou uma heráldica eclesiástica. Ela segue as regras da civil para a composição e a definição do brasão, mas possui símbolos e insígnias de caráter religioso, segundo os graus da Ordem sacra, da jurisdição e da dignidade. Desde o século XII, os Papas possuem seu próprio brasão pessoal, além dos simbolismos próprios da Santa Sé.

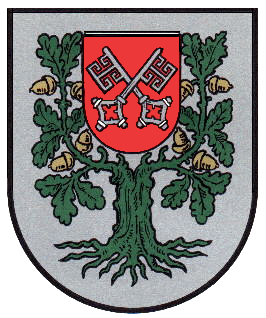
Emblema do arcebispo de Bremen (as chaves de prata de São Pedro dentro do escudo vermelho)

Embora o Papa Bonifácio VIII (1235–1303), Eugênio IV (1431–1447), Adriano VI (1459–1523) e alguns outros papas não usavam timbre acima do seu escudo, a partir do Papa João XXII (1316–1334), começou a ser usada a tiara papal, costume mantido até que o Papa Nicolau Ve, seu sucessor, Calisto III (1455–1458), combinaram a tiara com as chaves de Pedro.
No início do século XV duas chaves perpendiculares eram frequentemente usadas em moedas dos Estados Papais, e também foram usadas para representar a Basílica de São Pedro. Em 1555 escudo do papado aparecem chaves perpendiculares no escudo papal, posteriormente porém são usadas exclusivamente duas chaves cruzadas, de ouro e prata, com a chave de ouro colocada na esquerda e a de prata na direita, sobre as armas pessoais do papa, embora duas chaves de prata e duas de ouro tenham sido também usadas no final do século XVI.
De fato desde o século V São Pedro é representado segurando as chaves do céu, como referência a Bíblia, e as chaves podem ser encontradas em muitos representações artísticas do Santo e também em outros brasões, como o brasão de armas do Príncipe-Arcebispo de Bremen, que exibia duas chaves cruzadas de prata, pois São Pedro é o padroeiro da catedral arcebispal de Bremen.
Mesmo antes do início do período moderno, um homem que não tinha um brasão de família, assumiria um brasão ao se tornar um bispo, como os homens fizeram quando condecorados com títulos de nobreza ou na obtenção de algum outro destaque. Alguns que já tinha um brasão episcopal, o alteraram ao serem eleitos papas. O último papa que foi eleito sem já ser um bispo foi Gregório XVI, em 1831, e o último que nem sequer era um padre quando foi eleito, foi Leão X em 1513.
No século XVI e XVII, heraldistas também compuseram brasões fictícios para papas anteriores, especialmente do séculos XI e XII. [ 9 ] Este costume tornou-se mais refreado no final do século XVII.

## Lista dos brasões dos papas

Leão XIV  (2025–atualidade)
Francisco (2013–2025)
Bento XVI (2005–2013)
São João Paulo II (1978–2005)
Beato João Paulo I (1978)
São Paulo VI (1963–1978)
São João XXIII (1958–1963)
Venerável Pio XII (1939–1958)
Pio XI (1922–1939)
Bento XV (1914–1922)
São Pio X (1903–1914)
Leão XIII (1878–1903)
Beato Pio IX (1846–1878)
Gregório XVI (1831–1846)
Pio VIII (1829–1830)
Leão XII (1823–1829)
Pio VII (1800–1823)
Pio VI (1775–1799)
Clemente XIV (1769–1774)
Clemente XIII (1758–1769)
Bento XIV (1740–1758)
Clemente XII (1730–1740)
Bento XIII (1724–1730)
Inocêncio XIII (1721–1724)
Clemente XI (1700–1721)
Inocêncio XII (1691–1700)
Alexandre VIII (1689–1691)
Beato Inocêncio XI (1676–1689)
Clemente X (1670–1676)
Clemente IX (1667–1669)
Alexandre VII (1655–1667)
Inocêncio X (1644–1655)
Urbano VIII (1623–1644)
Gregório XV (1621–1623)
Paulo V (1605–1621)
Leão XI (1605–1605)
Clemente VIII (1592–1605)
Inocêncio IX (1591–1591)
Gregório XIV (1590–1591)
Urbano VII (1590–1590)
Sixto V (1585–1590)
Gregório XIII (1572–1585)
São Pio V (1566–1572)
Pio IV (1559–1566)
Paulo IV (1555–1559)
Marcelo II (1555–1555)
Júlio III (1550–1555)
Paulo III (1534–1549)
Clemente VII (1523–1534)
Adriano VI (1522–1523)
Leão X (1513–1521)
Júlio II (1503–1513)
Pio III (1503–1503)
Alexandre VI (1492–1503)
Inocêncio VIII (1484–1492)
Sixto IV (1471–1484)
Paulo II (1464–1471)
Pio II (1458–1464)
Calixto III (1455–1458)
Nicolau V (1447–1455)
Felix V (antipapa de Basel ; 1439–1449)
Eugênio IV (1431–1447)
Martinho V (1417–1431)
João XXIII (antipapa de Pisa ; 1410–1415)
Alexandre V (antipapa de Pisa ; 1409–1410)
Gregório XII (1406–1415)
Inocêncio VII (1404–1406)
Bento XIII (antipapa de Avignon ; 1394–1417)
Bonifácio IX (1389–1404)
Clemente VII (antipapa de Avignon ; 1378–1394)
Urbano VI (1378–1389)
Gregório XI (1370–1378)
Urbano V (1362–1370)
Inocêncio VI (1352–1362)
Clemente VI (1342–1352)
Bento XII (1334–1342)
João XXII (1316–1334)
Clemente V (1305–1314)
Bento XI (1303–1304)
Bonifácio VIII (1294–1303)
Celestino V (1294–1294)
Nicolau IV (1288–1292)
Honório IV (1285–1287)
Martinho IV (1281–1285)
Nicolau III (1277–1280)
João XXI (1276–1277)
Adriano V (1276–1276)
Inocêncio V (1276–1276)
Gregório X (1271–1276)
Clemente IV (1265–1268)
Urbano IV (1261–1264)
Alexandre IV (1254–1261)
Inocêncio IV (1243–1254)
Celestino IV (1241–1243)
Gregório IX (1227–1241)
Honório III (1216–1227)
Inocêncio III (1198–1216)
Celestino III (1192-1198)
Eugêcio III (1145-1153)
Lúcio II (1144–1145)

## Brasões relacionados ao papado
| Brasão da Santa Sé | Brasão do Estado do Vaticano, usado desde 1929. | Brasão do Estado do Vaticano (segundo sua Bandeira). | Brasão da Sede vacante, com o umbráculo. |